# آلف متیوز
آلف متیوز (انگلیسی: Alf Matthews; ۲۸ آوریل ۱۹۰۱ – ۱۹۸۵ (۸۳−۸۴ سال)) بازیکن فوتبال اهل بریتانیا بود.
از باشگاه‌هایی که در آن بازی کرده‌است می‌توان به باشگاه فوتبال کریستال پالاس، باشگاه فوتبال دونکستر راورز، باشگاه فوتبال اکستر سیتی، باشگاه فوتبال پلیموث آرگیل، و باشگاه فوتبال بریستول سیتی اشاره کرد.